# Aanslag op synagoge in Jeruzalem op 18 november 2014
De aanslag op een synagoge in Jeruzalem op 18 november 2014 behelst een bestorming van de Kehilat Bnei Torah-synagoge in West-Jeruzalem door twee Palestijnen die biddende Israëlische Joden aanvielen met hakbijlen, messen en een vuurwapen. Vier kwamen er om het leven. Een Druzisch-Israëlische politieagent raakte ook ernstig gewond bij de aanslag en bezweek later aan zijn verwondingen. De twee terroristen werden doodgeschoten door de Israëlische politie.

## Motief
De familieleden van de Palestijnse terroristen zeiden dat de aanval een reactie was op de dood van een Palestijnse buschauffeur eerder die week. Na een autopsie van onder andere de Palestijnse arts Dr. Saber al-Aloul bleek echter dat de chauffeur zelfmoord had gepleegd.

## Reacties
- Hamas prees de aanval. In de Gazastrook gingen mensen de straten op en deelden snoepjes uit. Het televisiestation in Gaza liet beelden zien van feesten die in het openbaar gevierd werden.[6][5]

- Nederland keurde de aanval af. Minister Bert Koenders noemde de aanslag verschrikkelijk en liet weten geschokt te zijn.[7]